# إي ثري هاريل بيك 2023
إي ثري هاريل بيك 2023 (بالفرنسية: E3 Saxo Bank Classic 2023) هو سباق دراجات هوائية من فئة  سباق يوم واحد، وسباق يوم واحد، وهو الموسم الخامس والستين من إي ثري هاريل بيك، وأقيم في 24 مارس 2023 ضمن سباقات طواف العالم للدراجات 2023.
فاز بالمركز الأول فاوت فان آرت، وفاز بالمركز الثاني ماثيو فان دير بيل، وفاز بالمركز الثالث تادي بوجار.

## الفرق
| فرق عالمية (18)- AG2R Citroën Team - Alpecin-Deceuninck - Astana Qazaqstan Team - Bahrain Victorious - Bora-Hansgrohe - Cofidis - EF Education-EasyPost - Groupama-FDJ - Ineos Grenadiers - Intermarché-Circus-Wanty - Jumbo-Visma - Movistar Team - Soudal Quick-Step - Arkéa-Samsic - Team Jayco AlUla - Team DSM - Trek-Segafredo - UAE Team Emirates فرق برو (7)- بنجوال باوليز ساوكس دبليو بي ‏ - Israel-Premier Tech - Lotto Dstny - فريق الدراجات Q36.5 ‏ - سبورت فلاندرين بالويس ‏ - TotalEnergies - أونو اكس برو سايكلنج تيم 2023 ‏ |  |
| |  |

## المشاركون
| Jumbo-Visma TJV                  | Jumbo-Visma TJV       | Jumbo-Visma TJV |
| -------------------------------- | --------------------- | --------------- |
| م                                | عداء                  | مرتبة           |
| 1                                | فاوت فان آرت          | 1               |
| 2                                | كريستوف لابورت        | 23              |
| 3                                | تيسج بنوت             | لم يكمل السباق  |
| 4                                | ديلان فان بارلي       | لم يكمل السباق  |
| 5                                | Edoardo Affini ‏       | لم يكمل السباق  |
| 6                                | توش فان دير ساندي     | 87              |
| 7                                | Nathan Van Hooydonck ‏ | 11              |
| مدير الرياضة: Arthur van Dongen ‏ |                       |                 |

| Soudal Quick-Step SOQ       | Soudal Quick-Step SOQ  | Soudal Quick-Step SOQ |
| --------------------------- | ---------------------- | --------------------- |
| م                           | عداء                   | مرتبة                 |
| 11                          | جوليان ألافيليب        | لم يكمل السباق        |
| 12                          | كاسبر أصغرين           | 51                    |
| 13                          | Tim Declercq ‏          | 68                    |
| 14                          | يفيس لامارت            | 16                    |
| 15                          | فلوريان سينيشال (طريق) | لم يكمل السباق        |
| 16                          | Jannik Steimle ‏        | لم يكمل السباق        |
| 17                          | دافيد باليريني         | 28                    |
| مدير الرياضة: ويلفريد بيترز |                        |                       |

| Alpecin-Deceuninck ADC             | Alpecin-Deceuninck ADC | Alpecin-Deceuninck ADC |
| ---------------------------------- | ---------------------- | ---------------------- |
| م                                  | عداء                   | مرتبة                  |
| 21                                 | ماثيو فان دير بيل      | 2                      |
| 22                                 | كوينتن هيرمانز         | 80                     |
| 23                                 | يجف دي بوندت           | 58                     |
| 24                                 | سورين كراغ أندرسن      | 9                      |
| 25                                 | سيلفان ديلير           | 69                     |
| 26                                 | روبرت ستانارد          | 32                     |
| 27                                 | توبياس باير            | 71                     |
| مدير الرياضة: Christoph Roodhooft ‏ |                        |                        |

| Intermarché-Circus-Wanty ICW            | Intermarché-Circus-Wanty ICW | Intermarché-Circus-Wanty ICW |
| --------------------------------------- | ---------------------------- | ---------------------------- |
| م                                       | عداء                         | مرتبة                        |
| 31                                      | بينيام جيرماي                | لم يكمل السباق               |
| 32                                      | Madis Mihkels                | 90                           |
| 33                                      | Dries De Pooter ‏             | لم يكمل السباق               |
| 34                                      | Laurenz Rex ‏                 | 30                           |
| 35                                      | هوغو بيج ‏                    | 88                           |
| 36                                      | مايك تيونسين                 | 67                           |
| 37                                      | لويك فليجن                   | 81                           |
| مدير الرياضة: Hilaire Van der Schueren ‏ |                              |                              |

| AG2R Citroën Team ACT                        | AG2R Citroën Team ACT | AG2R Citroën Team ACT |
| -------------------------------------------- | --------------------- | --------------------- |
| م                                            | عداء                  | مرتبة                 |
| 41                                           | جريج فان أفرمت        | لم يكمل السباق        |
| 42                                           | أوليفر ناسن           | 47                    |
| 43                                           | Lawrence Naesen ‏      | 94                    |
| 44                                           | بينوا كوسنيفروي       | 46                    |
| 45                                           | Valentin Retailleau ‏  | لم يكمل السباق        |
| 46                                           | دامين توزي            | 77                    |
| 47                                           | Stan Dewulf ‏          | 18                    |
| مدير الرياضة: Nicolas Guillé‏, Julien Jurdie ‏ |                       |                       |

| Bahrain Victorious TBV    | Bahrain Victorious TBV | Bahrain Victorious TBV |
| ------------------------- | ---------------------- | ---------------------- |
| م                         | عداء                   | مرتبة                  |
| 51                        | نيكياس أرندت           | 29                     |
| 52                        | Matevž Govekar ‏        | 98                     |
| 53                        | Kamil Gradek ‏          | لم يكمل السباق         |
| 54                        | Dušan Rajović ‏         | لم يكمل السباق         |
| 55                        | كاميرون سكوت           | لم يكمل السباق         |
| 56                        | ماتج موهوريك           | 7                      |
| 57                        | فرد رايت               | 31                     |
| مدير الرياضة: ميخال غولاش |                        |                        |

| Bora-Hansgrohe BOH        | Bora-Hansgrohe BOH  | Bora-Hansgrohe BOH |
| ------------------------- | ------------------- | ------------------ |
| م                         | عداء                | مرتبة              |
| 61                        | Jordi Meeus ‏        | لم يكمل السباق     |
| 62                        | ريان مولين          | لم يكمل السباق     |
| 63                        | ماركو هالر          | 33                 |
| 64                        | يوناس كوخ           | 36                 |
| 65                        | Shane Archbold ‏     | لم يكمل السباق     |
| 66                        | Nils Politt ‏ (طريق) | 13                 |
| 67                        | ماكسيميليان شاخمان  | لم يكمل السباق     |
| مدير الرياضة: تورستن شميت |                     |                    |

| Cofidis COF   | Cofidis COF       | Cofidis COF    |
| ------------- | ----------------- | -------------- |
| م             | عداء              | مرتبة          |
| 71            | Axel Zingle ‏      | 53             |
| 72            | سيموني كونسوني    | لم يكمل السباق |
| 73            | Wesley Kreder ‏    | 93             |
| 74            | Christophe Noppe ‏ | 55             |
| 75            | بيير لوك بيريشون  | لم يكمل السباق |
| 76            | Alexis Renard ‏    | لم يكمل السباق |
| 77            | Jelle Wallays ‏    | لم يكمل السباق |
| مدير الرياضة: |                   |                |

| EF Education-EasyPost EFE  | EF Education-EasyPost EFE | EF Education-EasyPost EFE |
| -------------------------- | ------------------------- | ------------------------- |
| م                          | عداء                      | مرتبة                     |
| 81                         | ألبرتو بيتول              | 15                        |
| 82                         | Stefan Bissegger ‏         | 20                        |
| 83                         | أوين دول                  | 41                        |
| 84                         | ينس كوكلاير               | 85                        |
| 85                         | Jonas Rutsch ‏             | 26                        |
| 86                         | توماس سكالي               | 101                       |
| 87                         | Łukasz Wiśniowski ‏        | لم يكمل السباق            |
| مدير الرياضة: أندرياس كلير |                           |                           |

| Groupama-FDJ GFC                | Groupama-FDJ GFC         | Groupama-FDJ GFC |
| ------------------------------- | ------------------------ | ---------------- |
| م                               | عداء                     | مرتبة            |
| 91                              | ستيفان كونغ              | 6                |
| 92                              | Kevin Geniets ‏           | 25               |
| 93                              | Lewis Askey ‏             | 40               |
| 94                              | أوليفييه لو جاك          | 66               |
| 95                              | فالنتين مادواس           | 8                |
| 96                              | جيك ستيوارت              | لم يكمل السباق   |
| 97                              | Samuel Watson (cyclist) ‏ | لم يكمل السباق   |
| مدير الرياضة: Frédéric Guesdon ‏ |                          |                  |

| Movistar Team MOV                 | Movistar Team MOV  | Movistar Team MOV |
| --------------------------------- | ------------------ | ----------------- |
| م                                 | عداء               | مرتبة             |
| 101                               | فرناندو جافيريا    | لم يكمل السباق    |
| 102                               | جون جاكوبس         | 64                |
| 103                               | Matteo Jorgenson ‏  | 4                 |
| 104                               | Mathias Norsgaard ‏ | 74                |
| 105                               | Iván Romeo ‏        | 76                |
| 106                               | لويس ماس           | لم يكمل السباق    |
| 107                               | إيفان غارسيا       | 5                 |
| مدير الرياضة: خوسيه فيسنتي غارسيا |                    |                   |

| Arkéa-Samsic ARK             | Arkéa-Samsic ARK | Arkéa-Samsic ARK |
| ---------------------------- | ---------------- | ---------------- |
| م                            | عداء             | مرتبة            |
| 111                          | ألان ريو ‏        | 99               |
| 112                          | Mathis Le Berre ‏ | لم يكمل السباق   |
| 113                          | Kévin Ledanois ‏  | لم يكمل السباق   |
| 114                          | Matis Louvel ‏    | 21               |
| 115                          | Luca Mozzato ‏    | 19               |
| 116                          | دانيال مكلاي     | لم يكمل السباق   |
| 117                          | كليمنت روسو      | 42               |
| مدير الرياضة: سيباستيان هينو |                  |                  |

| Team DSM DSM             | Team DSM DSM      | Team DSM DSM   |
| ------------------------ | ----------------- | -------------- |
| م                        | عداء              | مرتبة          |
| 121                      | جون ديجينكولب     | 34             |
| 122                      | Nils Eekhoff ‏     | لم يكمل السباق |
| 123                      | Leon Heinschke ‏   | لم يكمل السباق |
| 124                      | الكسندر ادموندسون | 84             |
| 125                      | باتريك بيفن       | لم يكمل السباق |
| 126                      | Tim Naberman ‏     | لم يكمل السباق |
| 127                      | Kevin Vermaerke ‏  | 78             |
| مدير الرياضة: بيم يجثارت |                   |                |

| Team Jayco AlUla JAY      | Team Jayco AlUla JAY | Team Jayco AlUla JAY |
| ------------------------- | -------------------- | -------------------- |
| م                         | عداء                 | مرتبة                |
| 131                       | زدينيك ستيبار        | 86                   |
| 132                       | Luke Durbridge ‏      | 27                   |
| 133                       | لوكا ميزجيك          | 73                   |
| 134                       | Kelland O'Brien ‏     | 79                   |
| 135                       | ديلان جروينويغن      | لم يكمل السباق       |
| 136                       | كامبل ستيوارت        | لم يكمل السباق       |
| 137                       | Elmar Reinders ‏      | 95                   |
| مدير الرياضة: ماثيو هيمان |                      |                      |

| Trek-Segafredo TFS          | Trek-Segafredo TFS | Trek-Segafredo TFS |
| --------------------------- | ------------------ | ------------------ |
| م                           | عداء               | مرتبة              |
| 141                         | جاسبر ستوفين       | 50                 |
| 142                         | مادس بيدرسن        | 14                 |
| 143                         | اليكس كيرش         | 49                 |
| 144                         | ماركوس هويلجارد    | لم يكمل السباق     |
| 145                         | توم سكوجين         | 62                 |
| 146                         | Emīls Liepiņš ‏     | لم يكمل السباق     |
| 147                         | Otto Vergaerde ‏    | لم يكمل السباق     |
| مدير الرياضة: ستيفن دي جونغ |                    |                    |

| Astana Qazaqstan Team AST    | Astana Qazaqstan Team AST | Astana Qazaqstan Team AST |
| ---------------------------- | ------------------------- | ------------------------- |
| م                            | عداء                      | مرتبة                     |
| 151                          | مارك كافنديش              | لم يكمل السباق            |
| 152                          | ليوناردو باسو             | لم يكمل السباق            |
| 153                          | Yevgeniy Fedorov ‏         | 100                       |
| 154                          | ديمتري غروزديف            | 96                        |
| 155                          | سيس بول                   | لم يبدأ                   |
| 156                          | يفغيني جيديتش (طريق)      | لم يكمل السباق            |
| 157                          | دافيدي مارتينيلي          | لم يكمل السباق            |
| مدير الرياضة: ستيفانو زانيني |                           |                           |

| Ineos Grenadiers IGD      | Ineos Grenadiers IGD | Ineos Grenadiers IGD |
| ------------------------- | -------------------- | -------------------- |
| م                         | عداء                 | مرتبة                |
| 161                       | فيليبو غانا          | 10                   |
| 162                       | ميكال كوياتكووسكي    | لم يكمل السباق       |
| 163                       | Kim Heiduk ‏          | 59                   |
| 164                       | جوناتان نارفيز       | 82                   |
| 165                       | Josh Tarling ‏        | لم يكمل السباق       |
| 166                       | كونور سويفت          | 83                   |
| 167                       | بن تورنر             | 48                   |
| مدير الرياضة: روجر هاموند |                      |                      |

| UAE Team Emirates UAD       | UAE Team Emirates UAD | UAE Team Emirates UAD |
| --------------------------- | --------------------- | --------------------- |
| م                           | عداء                  | مرتبة                 |
| 171                         | تيم فيلانز            | لم يكمل السباق        |
| 172                         | ميكيل بيرج            | 37                    |
| 173                         | ريان جيبونز           | لم يكمل السباق        |
| 174                         | ماتيو ترينتين         | لم يكمل السباق        |
| 175                         | تادي بوجار            | 3                     |
| 176                         | روي أوليفيرا          | 22                    |
| 177                         | Sjoerd Bax ‏           | 89                    |
| مدير الرياضة: فابيو بالداتو |                       |                       |

| Lotto Dstny LTD            | Lotto Dstny LTD          | Lotto Dstny LTD |
| -------------------------- | ------------------------ | --------------- |
| م                          | عداء                     | مرتبة           |
| 181                        | Pascal Eenkhoorn ‏ (طريق) | 24              |
| 182                        | Jarrad Drizners ‏         | لم يكمل السباق  |
| 183                        | Arjen Livyns ‏            | 39              |
| 184                        | برنت فان موير            | 43              |
| 185                        | سيباستيان غرينيار ‏       | 70              |
| 186                        | ميكل شوارزمان            | لم يكمل السباق  |
| 187                        | Florian Vermeersch ‏      | لم يكمل السباق  |
| مدير الرياضة: نيكولاس مايس |                          |                 |

| سبورت فلاندرين بالويس ‏ TFB    | سبورت فلاندرين بالويس ‏ TFB | سبورت فلاندرين بالويس ‏ TFB |
| ----------------------------- | -------------------------- | -------------------------- |
| م                             | عداء                       | مرتبة                      |
| 191                           | Jenno Berckmoes ‏           | 65                         |
| 192                           | Kamiel Bonneu ‏             | لم يكمل السباق             |
| 193                           | أليكس كولمان ‏              | 72                         |
| 194                           | Lindsay De Vylder ‏         | لم يكمل السباق             |
| 195                           | غيليس دي وايلد ‏            | لم يكمل السباق             |
| 196                           | Ward Vanhoof ‏              | 63                         |
| 197                           | Elias Maris ‏               | 97                         |
| مدير الرياضة: والتر بلانكايرت |                            |                            |

| بنجوال باوليز ساوكس دبليو بي ‏ BWB                         | بنجوال باوليز ساوكس دبليو بي ‏ BWB | بنجوال باوليز ساوكس دبليو بي ‏ BWB |
| --------------------------------------------------------- | --------------------------------- | --------------------------------- |
| م                                                         | عداء                              | مرتبة                             |
| 201                                                       | Louis Blouwe ‏                     | لم يكمل السباق                    |
| 202                                                       | Cériel Desal ‏                     | لم يكمل السباق                    |
| 203                                                       | جوليان ميرتينز ‏                   | 35                                |
| 204                                                       | Ludovic Robeet ‏                   | لم يكمل السباق                    |
| 205                                                       | Luca Van Boven ‏                   | 61                                |
| 206                                                       | Guillaume Van Keirsbulck ‏         | لم يكمل السباق                    |
| 207                                                       | Dorian De Maeght ‏                 | لم يكمل السباق                    |
| مدير الرياضة: Sébastien Demarbaix ‏, Christophe Detilloux ‏ |                                   |                                   |

| TotalEnergies TEN            | TotalEnergies TEN | TotalEnergies TEN |
| ---------------------------- | ----------------- | ----------------- |
| م                            | عداء              | مرتبة             |
| 211                          | بيتر ساغان (طريق) | لم يكمل السباق    |
| 212                          | توماس بونيت       | 38                |
| 213                          | Sandy Dujardin ‏   | 60                |
| 214                          | دانيال أوس        | لم يكمل السباق    |
| 215                          | Geoffrey Soupe ‏   | لم يكمل السباق    |
| 216                          | أنتوني تورجيس     | لم يكمل السباق    |
| 217                          | دريس فان جيستل    | 52                |
| مدير الرياضة: دومينيك أرنولد |                   |                   |

| Israel-Premier Tech IPT  | Israel-Premier Tech IPT | Israel-Premier Tech IPT |
| ------------------------ | ----------------------- | ----------------------- |
| م                        | عداء                    | مرتبة                   |
| 221                      | سيب فانمارك             | 17                      |
| 222                      | ديريك جي                | 45                      |
| 223                      | هوغو هول                | لم يبدأ                 |
| 224                      | Jens Reynders ‏          | لم يكمل السباق          |
| 225                      | قاي ساقيف               | لم يكمل السباق          |
| 226                      | توم فان أسبروك          | 54                      |
| 227                      | كريستس نيولاندز         | 12                      |
| مدير الرياضة: ديرك ديمول |                         |                         |

| فريق الدراجات Q36.5 ‏ Q36                   | فريق الدراجات Q36.5 ‏ Q36 | فريق الدراجات Q36.5 ‏ Q36 |
| ------------------------------------------ | ------------------------ | ------------------------ |
| م                                          | عداء                     | مرتبة                    |
| 231                                        | جاك باور                 | 92                       |
| 232                                        | Tom Devriendt ‏           | لم يكمل السباق           |
| 233                                        | Fabio Christen ‏          | لم يكمل السباق           |
| 234                                        | Kamil Małecki ‏           | 91                       |
| 235                                        | فيليبو كولومبو           | 57                       |
| 236                                        | Nicolò Parisini ‏         | لم يكمل السباق           |
| 237                                        | Nickolas Zukowsky ‏       | 56                       |
| مدير الرياضة: آرت فيرهوتين, Rik Reinerink ‏ |                          |                          |

| أونو-إكس موبيليتي ‏ UXT           | أونو-إكس موبيليتي ‏ UXT | أونو-إكس موبيليتي ‏ UXT |
| -------------------------------- | ---------------------- | ---------------------- |
| م                                | عداء                   | مرتبة                  |
| 241                              | ألكسندر كريستوف        | لم يكمل السباق         |
| 242                              | Louis Bendixen ‏        | لم يكمل السباق         |
| 243                              | Martin Urianstad ‏      | 75                     |
| 244                              | William Blume Levy ‏    | لم يكمل السباق         |
| 245                              | Erik Resell ‏           | لم يكمل السباق         |
| 246                              | أندرس سكارسيث          | لم يكمل السباق         |
| 247                              | راسموس تيلر (طريق)     | 44                     |
| مدير الرياضة: Gino Van Oudenhove‏ |                        |                        |

| Jumbo-Visma TJV                  | Jumbo-Visma TJV       | Jumbo-Visma TJV |
| -------------------------------- | --------------------- | --------------- |
| م                                | عداء                  | مرتبة           |
| 1                                | فاوت فان آرت          | 1               |
| 2                                | كريستوف لابورت        | 23              |
| 3                                | تيسج بنوت             | لم يكمل السباق  |
| 4                                | ديلان فان بارلي       | لم يكمل السباق  |
| 5                                | Edoardo Affini ‏       | لم يكمل السباق  |
| 6                                | توش فان دير ساندي     | 87              |
| 7                                | Nathan Van Hooydonck ‏ | 11              |
| مدير الرياضة: Arthur van Dongen ‏ |                       |                 |

| Soudal Quick-Step SOQ       | Soudal Quick-Step SOQ  | Soudal Quick-Step SOQ |
| --------------------------- | ---------------------- | --------------------- |
| م                           | عداء                   | مرتبة                 |
| 11                          | جوليان ألافيليب        | لم يكمل السباق        |
| 12                          | كاسبر أصغرين           | 51                    |
| 13                          | Tim Declercq ‏          | 68                    |
| 14                          | يفيس لامارت            | 16                    |
| 15                          | فلوريان سينيشال (طريق) | لم يكمل السباق        |
| 16                          | Jannik Steimle ‏        | لم يكمل السباق        |
| 17                          | دافيد باليريني         | 28                    |
| مدير الرياضة: ويلفريد بيترز |                        |                       |

| Alpecin-Deceuninck ADC             | Alpecin-Deceuninck ADC | Alpecin-Deceuninck ADC |
| ---------------------------------- | ---------------------- | ---------------------- |
| م                                  | عداء                   | مرتبة                  |
| 21                                 | ماثيو فان دير بيل      | 2                      |
| 22                                 | كوينتن هيرمانز         | 80                     |
| 23                                 | يجف دي بوندت           | 58                     |
| 24                                 | سورين كراغ أندرسن      | 9                      |
| 25                                 | سيلفان ديلير           | 69                     |
| 26                                 | روبرت ستانارد          | 32                     |
| 27                                 | توبياس باير            | 71                     |
| مدير الرياضة: Christoph Roodhooft ‏ |                        |                        |

| Intermarché-Circus-Wanty ICW            | Intermarché-Circus-Wanty ICW | Intermarché-Circus-Wanty ICW |
| --------------------------------------- | ---------------------------- | ---------------------------- |
| م                                       | عداء                         | مرتبة                        |
| 31                                      | بينيام جيرماي                | لم يكمل السباق               |
| 32                                      | Madis Mihkels                | 90                           |
| 33                                      | Dries De Pooter ‏             | لم يكمل السباق               |
| 34                                      | Laurenz Rex ‏                 | 30                           |
| 35                                      | هوغو بيج ‏                    | 88                           |
| 36                                      | مايك تيونسين                 | 67                           |
| 37                                      | لويك فليجن                   | 81                           |
| مدير الرياضة: Hilaire Van der Schueren ‏ |                              |                              |

| AG2R Citroën Team ACT                        | AG2R Citroën Team ACT | AG2R Citroën Team ACT |
| -------------------------------------------- | --------------------- | --------------------- |
| م                                            | عداء                  | مرتبة                 |
| 41                                           | جريج فان أفرمت        | لم يكمل السباق        |
| 42                                           | أوليفر ناسن           | 47                    |
| 43                                           | Lawrence Naesen ‏      | 94                    |
| 44                                           | بينوا كوسنيفروي       | 46                    |
| 45                                           | Valentin Retailleau ‏  | لم يكمل السباق        |
| 46                                           | دامين توزي            | 77                    |
| 47                                           | Stan Dewulf ‏          | 18                    |
| مدير الرياضة: Nicolas Guillé‏, Julien Jurdie ‏ |                       |                       |

| Bahrain Victorious TBV    | Bahrain Victorious TBV | Bahrain Victorious TBV |
| ------------------------- | ---------------------- | ---------------------- |
| م                         | عداء                   | مرتبة                  |
| 51                        | نيكياس أرندت           | 29                     |
| 52                        | Matevž Govekar ‏        | 98                     |
| 53                        | Kamil Gradek ‏          | لم يكمل السباق         |
| 54                        | Dušan Rajović ‏         | لم يكمل السباق         |
| 55                        | كاميرون سكوت           | لم يكمل السباق         |
| 56                        | ماتج موهوريك           | 7                      |
| 57                        | فرد رايت               | 31                     |
| مدير الرياضة: ميخال غولاش |                        |                        |

| Bora-Hansgrohe BOH        | Bora-Hansgrohe BOH  | Bora-Hansgrohe BOH |
| ------------------------- | ------------------- | ------------------ |
| م                         | عداء                | مرتبة              |
| 61                        | Jordi Meeus ‏        | لم يكمل السباق     |
| 62                        | ريان مولين          | لم يكمل السباق     |
| 63                        | ماركو هالر          | 33                 |
| 64                        | يوناس كوخ           | 36                 |
| 65                        | Shane Archbold ‏     | لم يكمل السباق     |
| 66                        | Nils Politt ‏ (طريق) | 13                 |
| 67                        | ماكسيميليان شاخمان  | لم يكمل السباق     |
| مدير الرياضة: تورستن شميت |                     |                    |

| Cofidis COF   | Cofidis COF       | Cofidis COF    |
| ------------- | ----------------- | -------------- |
| م             | عداء              | مرتبة          |
| 71            | Axel Zingle ‏      | 53             |
| 72            | سيموني كونسوني    | لم يكمل السباق |
| 73            | Wesley Kreder ‏    | 93             |
| 74            | Christophe Noppe ‏ | 55             |
| 75            | بيير لوك بيريشون  | لم يكمل السباق |
| 76            | Alexis Renard ‏    | لم يكمل السباق |
| 77            | Jelle Wallays ‏    | لم يكمل السباق |
| مدير الرياضة: |                   |                |

| EF Education-EasyPost EFE  | EF Education-EasyPost EFE | EF Education-EasyPost EFE |
| -------------------------- | ------------------------- | ------------------------- |
| م                          | عداء                      | مرتبة                     |
| 81                         | ألبرتو بيتول              | 15                        |
| 82                         | Stefan Bissegger ‏         | 20                        |
| 83                         | أوين دول                  | 41                        |
| 84                         | ينس كوكلاير               | 85                        |
| 85                         | Jonas Rutsch ‏             | 26                        |
| 86                         | توماس سكالي               | 101                       |
| 87                         | Łukasz Wiśniowski ‏        | لم يكمل السباق            |
| مدير الرياضة: أندرياس كلير |                           |                           |

| Groupama-FDJ GFC                | Groupama-FDJ GFC         | Groupama-FDJ GFC |
| ------------------------------- | ------------------------ | ---------------- |
| م                               | عداء                     | مرتبة            |
| 91                              | ستيفان كونغ              | 6                |
| 92                              | Kevin Geniets ‏           | 25               |
| 93                              | Lewis Askey ‏             | 40               |
| 94                              | أوليفييه لو جاك          | 66               |
| 95                              | فالنتين مادواس           | 8                |
| 96                              | جيك ستيوارت              | لم يكمل السباق   |
| 97                              | Samuel Watson (cyclist) ‏ | لم يكمل السباق   |
| مدير الرياضة: Frédéric Guesdon ‏ |                          |                  |

| Movistar Team MOV                 | Movistar Team MOV  | Movistar Team MOV |
| --------------------------------- | ------------------ | ----------------- |
| م                                 | عداء               | مرتبة             |
| 101                               | فرناندو جافيريا    | لم يكمل السباق    |
| 102                               | جون جاكوبس         | 64                |
| 103                               | Matteo Jorgenson ‏  | 4                 |
| 104                               | Mathias Norsgaard ‏ | 74                |
| 105                               | Iván Romeo ‏        | 76                |
| 106                               | لويس ماس           | لم يكمل السباق    |
| 107                               | إيفان غارسيا       | 5                 |
| مدير الرياضة: خوسيه فيسنتي غارسيا |                    |                   |

| Arkéa-Samsic ARK             | Arkéa-Samsic ARK | Arkéa-Samsic ARK |
| ---------------------------- | ---------------- | ---------------- |
| م                            | عداء             | مرتبة            |
| 111                          | ألان ريو ‏        | 99               |
| 112                          | Mathis Le Berre ‏ | لم يكمل السباق   |
| 113                          | Kévin Ledanois ‏  | لم يكمل السباق   |
| 114                          | Matis Louvel ‏    | 21               |
| 115                          | Luca Mozzato ‏    | 19               |
| 116                          | دانيال مكلاي     | لم يكمل السباق   |
| 117                          | كليمنت روسو      | 42               |
| مدير الرياضة: سيباستيان هينو |                  |                  |

| Team DSM DSM             | Team DSM DSM      | Team DSM DSM   |
| ------------------------ | ----------------- | -------------- |
| م                        | عداء              | مرتبة          |
| 121                      | جون ديجينكولب     | 34             |
| 122                      | Nils Eekhoff ‏     | لم يكمل السباق |
| 123                      | Leon Heinschke ‏   | لم يكمل السباق |
| 124                      | الكسندر ادموندسون | 84             |
| 125                      | باتريك بيفن       | لم يكمل السباق |
| 126                      | Tim Naberman ‏     | لم يكمل السباق |
| 127                      | Kevin Vermaerke ‏  | 78             |
| مدير الرياضة: بيم يجثارت |                   |                |

| Team Jayco AlUla JAY      | Team Jayco AlUla JAY | Team Jayco AlUla JAY |
| ------------------------- | -------------------- | -------------------- |
| م                         | عداء                 | مرتبة                |
| 131                       | زدينيك ستيبار        | 86                   |
| 132                       | Luke Durbridge ‏      | 27                   |
| 133                       | لوكا ميزجيك          | 73                   |
| 134                       | Kelland O'Brien ‏     | 79                   |
| 135                       | ديلان جروينويغن      | لم يكمل السباق       |
| 136                       | كامبل ستيوارت        | لم يكمل السباق       |
| 137                       | Elmar Reinders ‏      | 95                   |
| مدير الرياضة: ماثيو هيمان |                      |                      |

| Trek-Segafredo TFS          | Trek-Segafredo TFS | Trek-Segafredo TFS |
| --------------------------- | ------------------ | ------------------ |
| م                           | عداء               | مرتبة              |
| 141                         | جاسبر ستوفين       | 50                 |
| 142                         | مادس بيدرسن        | 14                 |
| 143                         | اليكس كيرش         | 49                 |
| 144                         | ماركوس هويلجارد    | لم يكمل السباق     |
| 145                         | توم سكوجين         | 62                 |
| 146                         | Emīls Liepiņš ‏     | لم يكمل السباق     |
| 147                         | Otto Vergaerde ‏    | لم يكمل السباق     |
| مدير الرياضة: ستيفن دي جونغ |                    |                    |

| Astana Qazaqstan Team AST    | Astana Qazaqstan Team AST | Astana Qazaqstan Team AST |
| ---------------------------- | ------------------------- | ------------------------- |
| م                            | عداء                      | مرتبة                     |
| 151                          | مارك كافنديش              | لم يكمل السباق            |
| 152                          | ليوناردو باسو             | لم يكمل السباق            |
| 153                          | Yevgeniy Fedorov ‏         | 100                       |
| 154                          | ديمتري غروزديف            | 96                        |
| 155                          | سيس بول                   | لم يبدأ                   |
| 156                          | يفغيني جيديتش (طريق)      | لم يكمل السباق            |
| 157                          | دافيدي مارتينيلي          | لم يكمل السباق            |
| مدير الرياضة: ستيفانو زانيني |                           |                           |

| Ineos Grenadiers IGD      | Ineos Grenadiers IGD | Ineos Grenadiers IGD |
| ------------------------- | -------------------- | -------------------- |
| م                         | عداء                 | مرتبة                |
| 161                       | فيليبو غانا          | 10                   |
| 162                       | ميكال كوياتكووسكي    | لم يكمل السباق       |
| 163                       | Kim Heiduk ‏          | 59                   |
| 164                       | جوناتان نارفيز       | 82                   |
| 165                       | Josh Tarling ‏        | لم يكمل السباق       |
| 166                       | كونور سويفت          | 83                   |
| 167                       | بن تورنر             | 48                   |
| مدير الرياضة: روجر هاموند |                      |                      |

| UAE Team Emirates UAD       | UAE Team Emirates UAD | UAE Team Emirates UAD |
| --------------------------- | --------------------- | --------------------- |
| م                           | عداء                  | مرتبة                 |
| 171                         | تيم فيلانز            | لم يكمل السباق        |
| 172                         | ميكيل بيرج            | 37                    |
| 173                         | ريان جيبونز           | لم يكمل السباق        |
| 174                         | ماتيو ترينتين         | لم يكمل السباق        |
| 175                         | تادي بوجار            | 3                     |
| 176                         | روي أوليفيرا          | 22                    |
| 177                         | Sjoerd Bax ‏           | 89                    |
| مدير الرياضة: فابيو بالداتو |                       |                       |

| Lotto Dstny LTD            | Lotto Dstny LTD          | Lotto Dstny LTD |
| -------------------------- | ------------------------ | --------------- |
| م                          | عداء                     | مرتبة           |
| 181                        | Pascal Eenkhoorn ‏ (طريق) | 24              |
| 182                        | Jarrad Drizners ‏         | لم يكمل السباق  |
| 183                        | Arjen Livyns ‏            | 39              |
| 184                        | برنت فان موير            | 43              |
| 185                        | سيباستيان غرينيار ‏       | 70              |
| 186                        | ميكل شوارزمان            | لم يكمل السباق  |
| 187                        | Florian Vermeersch ‏      | لم يكمل السباق  |
| مدير الرياضة: نيكولاس مايس |                          |                 |

| سبورت فلاندرين بالويس ‏ TFB    | سبورت فلاندرين بالويس ‏ TFB | سبورت فلاندرين بالويس ‏ TFB |
| ----------------------------- | -------------------------- | -------------------------- |
| م                             | عداء                       | مرتبة                      |
| 191                           | Jenno Berckmoes ‏           | 65                         |
| 192                           | Kamiel Bonneu ‏             | لم يكمل السباق             |
| 193                           | أليكس كولمان ‏              | 72                         |
| 194                           | Lindsay De Vylder ‏         | لم يكمل السباق             |
| 195                           | غيليس دي وايلد ‏            | لم يكمل السباق             |
| 196                           | Ward Vanhoof ‏              | 63                         |
| 197                           | Elias Maris ‏               | 97                         |
| مدير الرياضة: والتر بلانكايرت |                            |                            |

| بنجوال باوليز ساوكس دبليو بي ‏ BWB                         | بنجوال باوليز ساوكس دبليو بي ‏ BWB | بنجوال باوليز ساوكس دبليو بي ‏ BWB |
| --------------------------------------------------------- | --------------------------------- | --------------------------------- |
| م                                                         | عداء                              | مرتبة                             |
| 201                                                       | Louis Blouwe ‏                     | لم يكمل السباق                    |
| 202                                                       | Cériel Desal ‏                     | لم يكمل السباق                    |
| 203                                                       | جوليان ميرتينز ‏                   | 35                                |
| 204                                                       | Ludovic Robeet ‏                   | لم يكمل السباق                    |
| 205                                                       | Luca Van Boven ‏                   | 61                                |
| 206                                                       | Guillaume Van Keirsbulck ‏         | لم يكمل السباق                    |
| 207                                                       | Dorian De Maeght ‏                 | لم يكمل السباق                    |
| مدير الرياضة: Sébastien Demarbaix ‏, Christophe Detilloux ‏ |                                   |                                   |

| TotalEnergies TEN            | TotalEnergies TEN | TotalEnergies TEN |
| ---------------------------- | ----------------- | ----------------- |
| م                            | عداء              | مرتبة             |
| 211                          | بيتر ساغان (طريق) | لم يكمل السباق    |
| 212                          | توماس بونيت       | 38                |
| 213                          | Sandy Dujardin ‏   | 60                |
| 214                          | دانيال أوس        | لم يكمل السباق    |
| 215                          | Geoffrey Soupe ‏   | لم يكمل السباق    |
| 216                          | أنتوني تورجيس     | لم يكمل السباق    |
| 217                          | دريس فان جيستل    | 52                |
| مدير الرياضة: دومينيك أرنولد |                   |                   |

| Israel-Premier Tech IPT  | Israel-Premier Tech IPT | Israel-Premier Tech IPT |
| ------------------------ | ----------------------- | ----------------------- |
| م                        | عداء                    | مرتبة                   |
| 221                      | سيب فانمارك             | 17                      |
| 222                      | ديريك جي                | 45                      |
| 223                      | هوغو هول                | لم يبدأ                 |
| 224                      | Jens Reynders ‏          | لم يكمل السباق          |
| 225                      | قاي ساقيف               | لم يكمل السباق          |
| 226                      | توم فان أسبروك          | 54                      |
| 227                      | كريستس نيولاندز         | 12                      |
| مدير الرياضة: ديرك ديمول |                         |                         |

| فريق الدراجات Q36.5 ‏ Q36                   | فريق الدراجات Q36.5 ‏ Q36 | فريق الدراجات Q36.5 ‏ Q36 |
| ------------------------------------------ | ------------------------ | ------------------------ |
| م                                          | عداء                     | مرتبة                    |
| 231                                        | جاك باور                 | 92                       |
| 232                                        | Tom Devriendt ‏           | لم يكمل السباق           |
| 233                                        | Fabio Christen ‏          | لم يكمل السباق           |
| 234                                        | Kamil Małecki ‏           | 91                       |
| 235                                        | فيليبو كولومبو           | 57                       |
| 236                                        | Nicolò Parisini ‏         | لم يكمل السباق           |
| 237                                        | Nickolas Zukowsky ‏       | 56                       |
| مدير الرياضة: آرت فيرهوتين, Rik Reinerink ‏ |                          |                          |

| أونو-إكس موبيليتي ‏ UXT           | أونو-إكس موبيليتي ‏ UXT | أونو-إكس موبيليتي ‏ UXT |
| -------------------------------- | ---------------------- | ---------------------- |
| م                                | عداء                   | مرتبة                  |
| 241                              | ألكسندر كريستوف        | لم يكمل السباق         |
| 242                              | Louis Bendixen ‏        | لم يكمل السباق         |
| 243                              | Martin Urianstad ‏      | 75                     |
| 244                              | William Blume Levy ‏    | لم يكمل السباق         |
| 245                              | Erik Resell ‏           | لم يكمل السباق         |
| 246                              | أندرس سكارسيث          | لم يكمل السباق         |
| 247                              | راسموس تيلر (طريق)     | 44                     |
| مدير الرياضة: Gino Van Oudenhove‏ |                        |                        |

## التصنيف العام النهائي
| التصنيف العام         | التصنيف العام     | التصنيف العام      | التصنيف العام | التصنيف العام |
| العداء                | العداء            | الفريق             | الوقت         |               |
| --------------------- | ----------------- | ------------------ | ------------- | ------------- |
| 1                     | فاوت فان آرت      | جومبو-فيسما        | 4 س 44 د 59 ث |               |
| 2                     | ماثيو فان دير بيل | Alpecin-Deceuninck | + 0 ث         |               |
| 3                     | تادي بوجار        | فريق الإمارات      | + 0 ث         |               |
| 4                     | Matteo Jorgenson ‏ | موفيستار           | + 33 ث        |               |
| 5                     | إيفان غارسيا      | موفيستار           | + 44 ث        |               |
| 6                     | ستيفان كونغ       | Groupama-FDJ       | + 56 ث        |               |
| 7                     | ماتج موهوريك      | Bahrain Victorious | + 56 ث        |               |
| 8                     | فالنتين مادواس    | Groupama-FDJ       | + 1 د 25 ث    |               |
| 9                     | سورين كراغ أندرسن | Alpecin-Deceuninck | + 1 د 31 ث    |               |
| 10                    | فيليبو غانا       | Ineos Grenadiers   | + 1 د 31 ث    |               |
|                       |                   |                    |               |               |
| مصدر: ProCyclingStats |                   |                    |               |               |

## وصلات خارجية
- الموقع الرسمي
- لمحة عن سباق إي ثري هاريل بيك 2023 على موقع  ProCyclingStats   (برو  سايكلنج  ستاتس) - إحصاءات  محترفي  الدراجات.
- إي ثري هاريل بيك 2023 على موقع إحصائيات الدراجات الإحترافية (الإنجليزية)